# Janowo, Hạt Gryfice
Janowo [jaˈnɔvɔ] (tiếng Đức: Johannisthal) là một ngôi làng thuộc khu hành chính của Gmina Karnice, thuộc quận Gryfice, West Pomeranian Voivodeship, ở phía tây bắc Ba Lan. Nó nằm khoảng 5 kilômét (3 mi) phía tây Karnice, 20 km (12 mi)     phía tây bắc Gryfice và 74 km (46 mi) phía bắc thủ đô khu vực Szczecin.
Trước năm 1945, khu vực này là một phần của Đức. Đối với lịch sử của khu vực, xem Lịch sử của Pomerania.